# ديرك مولر (دراج)
ديرك مولر (بالألمانية: Dirk Müller)‏ هو دراج ألماني، ولد في 4 أغسطس 1973 في باد هرسفلد في ألمانيا.

## وصلات خارجية
- ديرك مولر على موقع أرشيف الدراجات (الإنجليزية)
- ديرك مولر على موقع إحصائيات الدراجات الإحترافية (الإنجليزية)
- ديرك مولر على موقع نسبة الدراجات (الإنجليزية)
- ديرك مولر على موقع CycleBase (الإنجليزية)